# Bundestagswahlkreis Eisenach – Wartburgkreis – Unstrut-Hainich-Kreis II
Der Bundestagswahlkreis Eisenach – Wartburgkreis – Unstrut-Hainich-Kreis II  war von 2005 bis 2017 ein Wahlkreis in Thüringen. Er hatte zur Bundestagswahl 2005 die Nummer 191, bei den Wahlen 2009 und 2013 die Nummer 190. Er umfasste den Wartburgkreis die Stadt Eisenach und vom Unstrut-Hainich-Kreis die Gemeinden Bad Langensalza Heyerode, Katharinenberg, Menteroda und Weinbergen sowie die Verwaltungsgemeinschaften Bad Tennstedt, Herbsleben, Schlotheim, Unstrut-Hainich und Vogtei. Zur Bundestagswahl 2017 kam der Nordteil des Unstrut-Hainich-Kreises neu zum nunmehr Bundestagswahlkreis Eisenach – Wartburgkreis – Unstrut-Hainich-Kreis genannten Wahlkreis hinzu. 

## Wahlergebnisse

### Bundestagswahl 2013
| Kandidaten                     | Kandidaten                   | Parteien/Listen   | Erststimmen | Erststimmen | Zweitstimmen | Zweitstimmen |
| Kandidaten                     | Kandidaten                   | Parteien/Listen   | Stimmen     | %           | Stimmen      | %            |
| ------------------------------ | ---------------------------- | ----------------- | ----------- | ----------- | ------------ | ------------ |
|                                | Christian Hirtegewählt im WK | CDU               | 55.220      | 43,3        | 51.442       | 40,2         |
|                                | Anja Müller                  | DIE LINKE         | 30.220      | 23,7        | 28.787       | 22,5         |
|                                | Michael Klostermann          | SPD               | 23.564      | 18,5        | 21.731       | 17,0         |
|                                | Fred Leise                   | FDP               | 1.927       | 1,5         | 3.123        | 2,4          |
|                                | Rüdiger Bender               | GRÜNE             | 4.129       | 3,2         | 5.121        | 4,0          |
|                                | Patrick Wieschke             | NPD               | 5.969       | 4,7         | 5.144        | 4,0          |
|                                | Andreas Jacob                | PIRATEN           | 3.450       | 2,7         | 2.682        | 2,1          |
|                                | –                            | ÖDP/Familie       | –           | –           | 616          | 0,5          |
|                                | –                            | REP               | –           | –           | 254          | 0,2          |
|                                | –                            | MLPD              | –           | –           | 199          | 0,2          |
|                                | –                            | AfD               | –           | –           | 6.307        | 4,9          |
|                                | Andreas Böhme                | FREIE WÄHLER      | 3.113       | 2,4         | 2.509        | 2,0          |
| Gesamt                         | Gesamt                       | Gesamt            | 127.592     | 100         | 127.915      | 100          |
|                                |                              |                   |             |             |              |              |
| Ungültige Stimmen              | Ungültige Stimmen            | Ungültige Stimmen | 2.312       | 1,8         | 1.989        | 1,5          |
| Wähler                         | Wähler                       | Wähler            | 129.904     | 67,4        | 129.904      | 67,4         |
| Wahlberechtigte                | Wahlberechtigte              | Wahlberechtigte   | 192.663     |             | 192.663      |              |
|                                |                              |                   |             |             |              |              |
| Quellen: Der Bundeswahlleiter, |                              |                   |             |             |              |              |

### Bundestagswahl 2009
| Kandidaten                     | Kandidaten                   | Parteien/Listen   | Erststimmen | Erststimmen | Zweitstimmen | Zweitstimmen |
| Kandidaten                     | Kandidaten                   | Parteien/Listen   | Stimmen     | %           | Stimmen      | %            |
| ------------------------------ | ---------------------------- | ----------------- | ----------- | ----------- | ------------ | ------------ |
|                                | Ernst Kranz                  | SPD               | 29.106      | 22,6        | 23.845       | 18,5         |
|                                | Anja Müller                  | DIE LINKE         | 35.666      | 27,6        | 36.508       | 28,3         |
|                                | Christian Hirtegewählt im WK | CDU               | 44.903      | 34,8        | 42.063       | 32,6         |
|                                | Daniel Rudloff               | FDP               | 8.211       | 6,4         | 11.921       | 9,2          |
|                                | Richard Janus                | GRÜNE             | 4.921       | 3,8         | 6.451        | 5,0          |
|                                | Patrick Wieschke             | NPD               | 4.864       | 3,8         | 4.607        | 3,6          |
|                                | —                            | REP               | –           | –           | 467          | 0,4          |
|                                | —                            | MLPD              | –           | –           | 268          | 0,2          |
|                                | —                            | ödp               | –           | –           | 489          | 0,4          |
|                                | —                            | PIRATEN           | –           | –           | 2.516        | 1,9          |
|                                | Klaus Lohfing-Blanke         | Einzelbewerber    | 1.075       | 0,8         | –            | –            |
|                                | Andreas Grube                | Einzelbewerber    | 317         | 0,2         | –            | –            |
| Gesamt                         | Gesamt                       | Gesamt            | 129.063     | 100         | 129.135      | 100          |
|                                |                              |                   |             |             |              |              |
| Ungültige Stimmen              | Ungültige Stimmen            | Ungültige Stimmen | 1.984       | 1,5         | 1.912        | 1,5          |
| Wähler                         | Wähler                       | Wähler            | 131.047     | 65,0        | 131.047      | 65,0         |
| Wahlberechtigte                | Wahlberechtigte              | Wahlberechtigte   | 201.700     |             | 201.700      |              |
|                                |                              |                   |             |             |              |              |
| Quellen: Der Bundeswahlleiter, |                              |                   |             |             |              |              |

### Bundestagswahl 2005
| Kandidaten                     | Kandidaten                  | Parteien/Listen   | Erststimmen | Erststimmen | Zweitstimmen | Zweitstimmen |
| Kandidaten                     | Kandidaten                  | Parteien/Listen   | Stimmen     | %           | Stimmen      | %            |
| ------------------------------ | --------------------------- | ----------------- | ----------- | ----------- | ------------ | ------------ |
|                                | Ernst Kranzgewählt im WK    | SPD               | 53.696      | 35,3        | 47.724       | 31,3         |
|                                | Christian Hirte             | CDU               | 43.695      | 28,7        | 40.233       | 26,4         |
|                                | Rosel Neuhäuser             | LINKE             | 34.133      | 22,4        | 37.711       | 24,7         |
|                                | Jürgen Bohn                 | FDP               | 7.301       | 4,8         | 11.506       | 7,5          |
|                                | Gisela Irene Rexrodt        | GRÜNE             | 4.412       | 2,9         | 6.541        | 4,3          |
|                                | Helmut Eckstein             | NPD               | 6.008       | 3,9         | 5.727        | 3,8          |
|                                | —                           | REP               | –           | –           | 1.051        | 0,7          |
|                                | —                           | GRAUE             | –           | –           | 1.166        | 0,8          |
|                                | Friedrich Christoph Hofmann | MLPD              | 789         | 0,5         | 774          | 0,5          |
|                                | Fabian Kirschner            | Einzelbewerber    | 2.126       | 1,4         | –            | –            |
| Gesamt                         | Gesamt                      | Gesamt            | 152.160     | 100         | 152.433      | 100          |
|                                |                             |                   |             |             |              |              |
| Ungültige Stimmen              | Ungültige Stimmen           | Ungültige Stimmen | 3.206       | 2,1         | 2.933        | 1,9          |
| Wähler                         | Wähler                      | Wähler            | 155.366     | 75,1        | 155.366      | 75,1         |
| Wahlberechtigte                | Wahlberechtigte             | Wahlberechtigte   | 206.854     |             | 206.854      |              |
|                                |                             |                   |             |             |              |              |
| Quellen: Der Bundeswahlleiter, |                             |                   |             |             |              |              |

## Wahlkreisgeschichte
| Wahl      | Wahlkreisname                                           | Gebiet |
| --------- | ------------------------------------------------------- | --- |
| 1990–1998 | 297 Eisenach – Mühlhausen                               | Landkreis Eisenach, Landkreis Mühlhausen |
| 2002      | 191 Eisenach – Wartburgkreis – Unstrut-Hainich-Kreis I  | Stadt Eisenach, Wartburgkreis, vom Unstrut-Hainich-Kreis die Gemeinden Bad Langensalza, Heyerode und Katharinenberg sowie die Verwaltungsgemeinschaften Unstrut-Hainich und Vogtei                                                              |
| 2005      | 191 Eisenach – Wartburgkreis – Unstrut-Hainich-Kreis II | Stadt Eisenach, Wartburgkreis, vom Unstrut-Hainich-Kreis die Gemeinden Bad Langensalza Heyerode, Katharinenberg, Menteroda und Weinbergen sowie die Verwaltungsgemeinschaften Bad Tennstedt, Herbsleben, Schlotheim, Unstrut-Hainich und Vogtei |
| 2009–2013 | 190 Eisenach – Wartburgkreis – Unstrut-Hainich-Kreis II | Stadt Eisenach, Wartburgkreis, vom Unstrut-Hainich-Kreis die Gemeinden Bad Langensalza Heyerode, Katharinenberg, Menteroda und Weinbergen sowie die Verwaltungsgemeinschaften Bad Tennstedt, Herbsleben, Schlotheim, Unstrut-Hainich und Vogtei |
| 2017–2021 | 190 Eisenach – Wartburgkreis – Unstrut-Hainich-Kreis    | Stadt Eisenach, Wartburgkreis, Unstrut-Hainich-Kreis |
| 2025–     | 189 Eisenach – Wartburgkreis – Unstrut-Hainich-Kreis    | Stadt Eisenach, Wartburgkreis, Unstrut-Hainich-Kreis |

## Wahlkreisabgeordnete
| Wahl | Abgeordneter | Abgeordneter    | Partei | Stimmen in % |
| ---- | ------------ | --------------- | ------ | ------------ |
| 2005 |              | Ernst Kranz     | SPD    | 35,3         |
| 2009 |              | Christian Hirte | CDU    | 34,8         |
| 2013 | 43,4         | Christian Hirte | CDU    |              |